# Hârseni, Brașov
Hârseni (în maghiară: Herszény, în germană: Scharkan) este satul de reședință al comunei cu același nume din județul Brașov, Transilvania, România.

## Istoric
În anul 1733, când în Ardeal a fost organizat un recensământ (o conscripțiune), la cererea episcopului greco-catolic Ioan Inocențiu Micu-Klein, în localitatea Hârseni, erau recenzate 57 de familii, adică vreo 285 de suflete. Din același registru al conscripțiunii, mai aflăm că în localitate funcționau trei preoți uniți (greco-catolici): Szimion (Simion), Szimion 2 (alt Simion) și Sztojka (Stoica). Nu știm numele lor de familie. În sat exista o biserică greco-catolică. Deși erau românești, denumirea localității: Herszeny, precum și numele preoților erau redate în ortografie maghiară, întrucât rezultatele conscripțiunii urmau să fie date unei comisii formate din neromâni, îndeosebi maghiari.

## Imagini

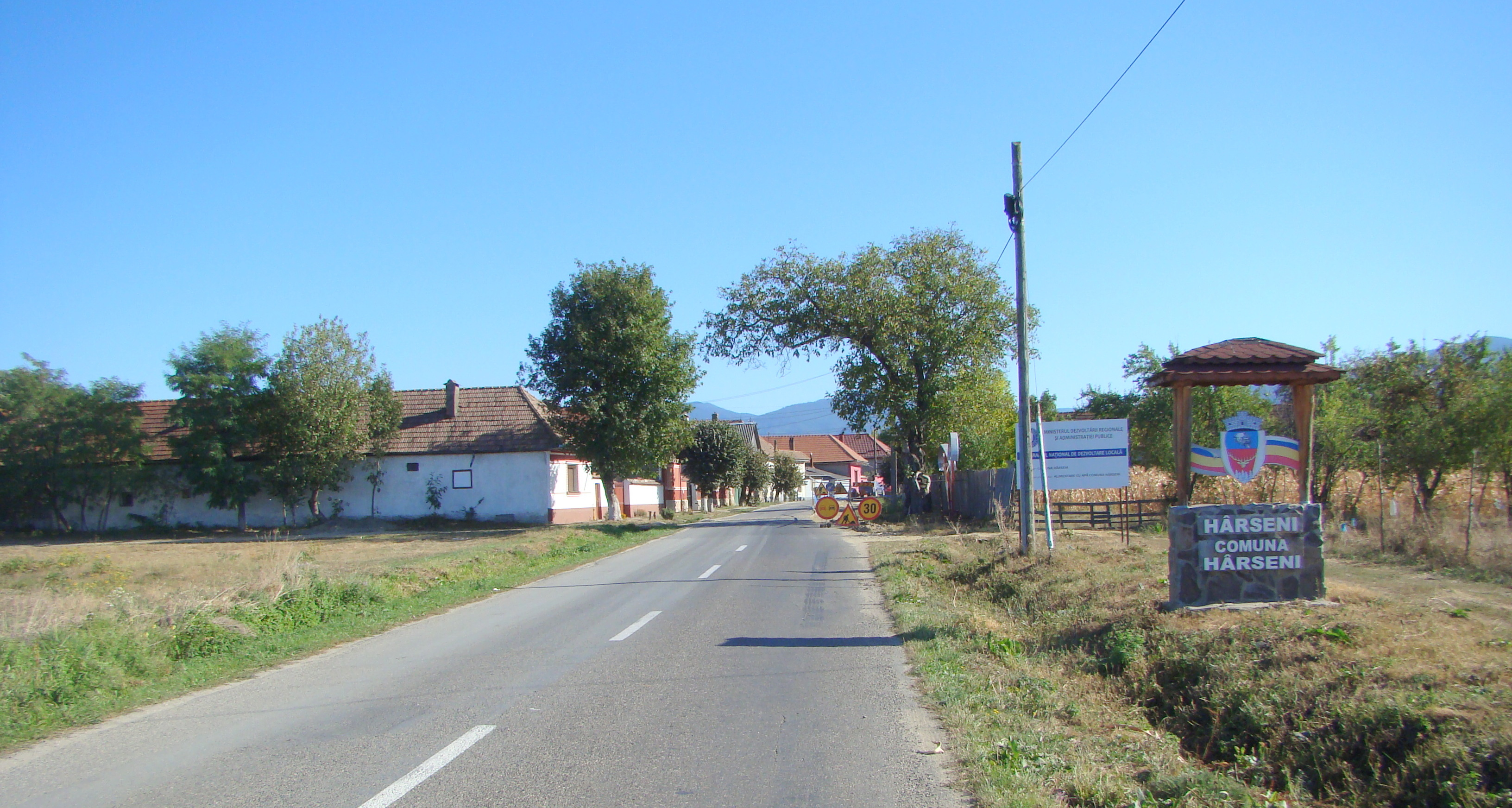
Intrarea în localitate
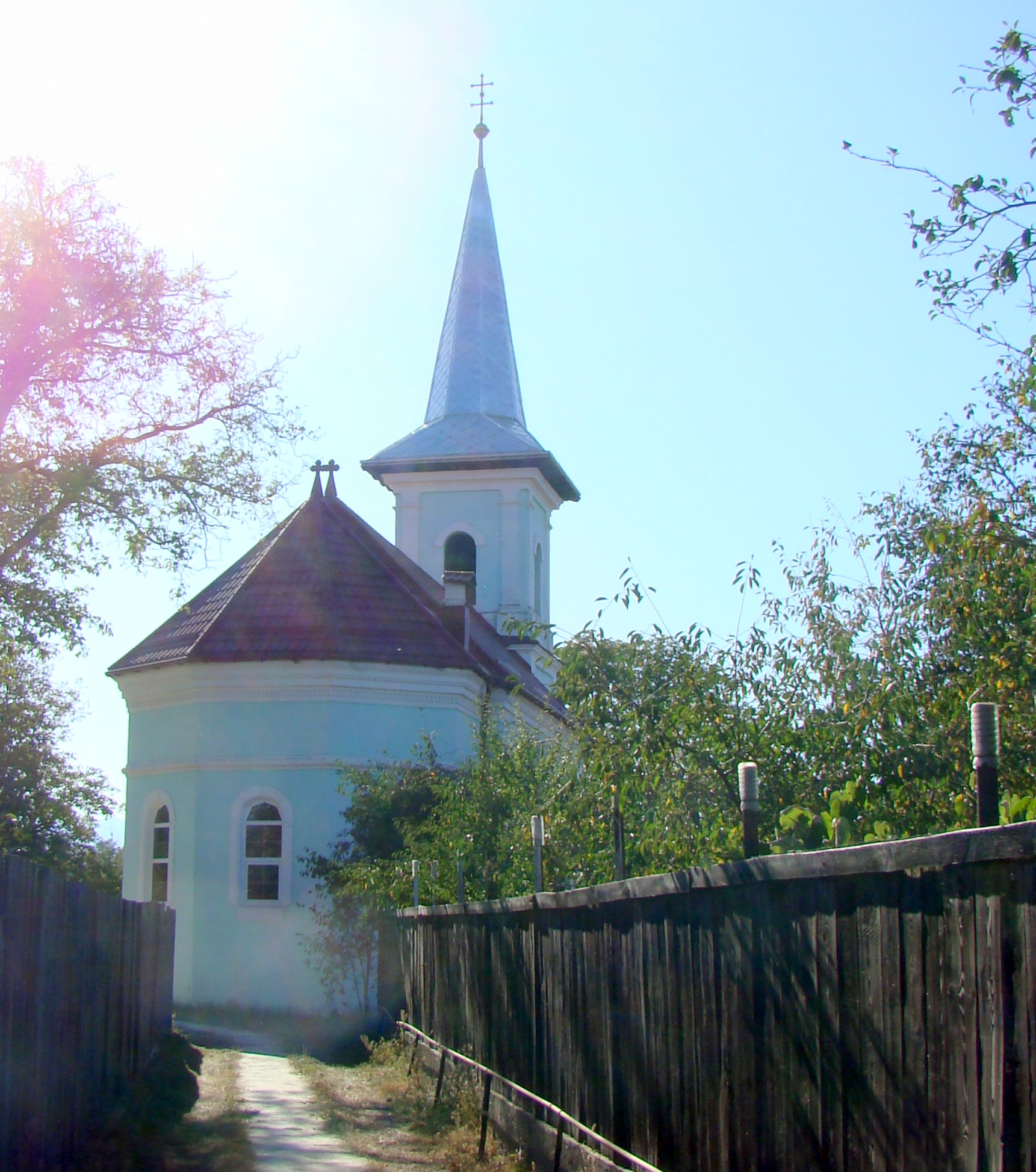
Biserica Sfântul Ierarh Nicolae